# Kreosol
Kreosol (systematický název 2-methoxy-4-methylfenol) je aromatická sloučenina (fenol a ether). Je složkou kreosotu (dřevného i dehtového). V porovnání s fenolem je kreosol méně toxický[zdroj?] dezinficiens.

## Zdroje
- kreosot z uhelného dehtu
- dřevný kreosot
- produkt redukce vanilinu pomocí zinkového prášku v silné kyselině chlorovodíkové
- nalezen v glykosidech v zelených vanilkových luscích[1]

## Reakce
Kreosol reaguje s vodíkovými halogenidy za tvorby katecholu.